# Минские губернские ведомости
«Минские губернские ведомости» ― официальная губернская газета, издававшаяся в 1838―1917 гг. Минским губернским правлением на русском языке 1―2 раза в неделю.

## История создания
Создание губернских правительственных газет было вызвано политикой Николаем I по системности государственного управления.
«Минские губернские ведомости» стали выходить с 1 января 1837 года согласно распоряжению генерал-губернатора Смоленского, Витебского и Могилёвского о выполнении циркуляра министерства внутренних дел гражданским губернаторам об организации губернских типографий и изданий «Губернских ведомостей».
Газета выходила еженедельно, с 1889 — 2 раза в неделю, с 1890 — 3 раза, с 1892 — 2 раза в неделю. Выписывалась частными лицами, обязательно поступала в земские суды, директорам гимназий и народных училищ. Газета просмотру цензуры не подвергалась, за исключением 1865―1881 гг.

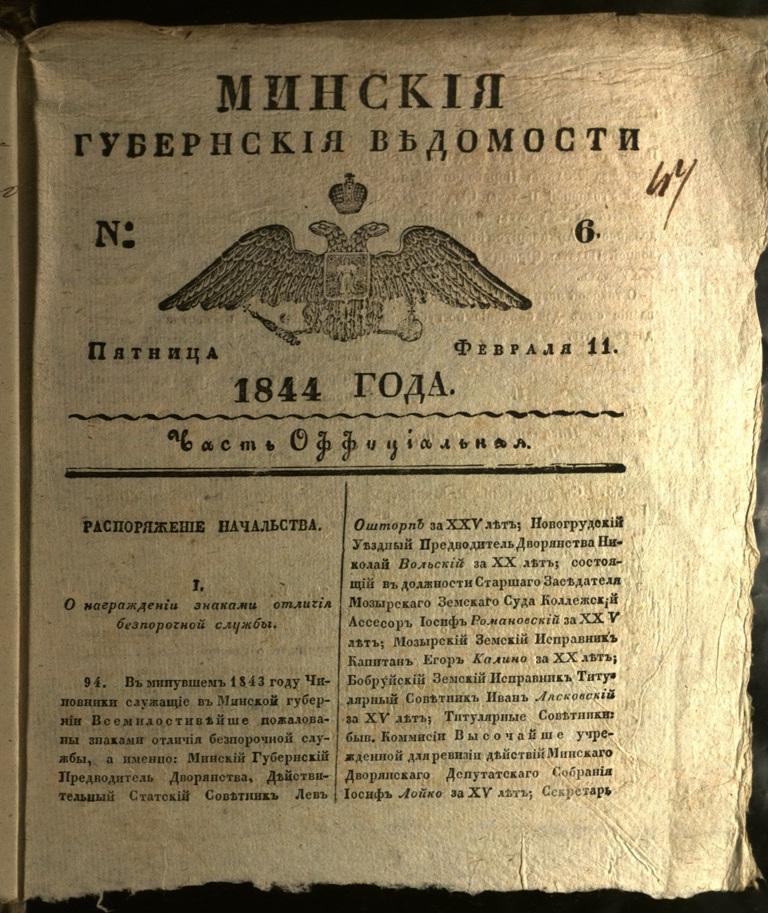
1844 год

Редакторы официальной части: Лисовский (1838), М. Ю. Вагнер (1902), Агейчик (1902, 1904, 1907), Н. Савельев (1907―1909), А. Иваненко (1908), Ю. И. Лагун (1909, 1913). Редакторы неофициальной части: А. Шумович (1845―1868), Р. Г. Игнатьев (1877―1879), в «Минских ведомостях» ― А. Д. Петров (1911).

## Содержание «Минских губернских ведомостей»
Газета имела официальный и неофициальный отделы. В 1838―1844 гг. и с 1912 года выходила только официальная часть с приложениями, в 1845―1911 гг. обе части. С 11 (24) июля до 25 декабря 1911 (7 января 1912) выходила только неофициальная часть под названием «Минские ведомости».
В официальном отделе публиковалась информация по материалам «Правительственного вестника» и местной власти, постановления и объявления губернаторов, сообщения о ценах, списки, выбранных в городскую думу, земские органы, уведомления о концертах и театральных представлениях. В неофициальной части публиковались материалы, статьи, заметки, касающиеся края, ― по истории, географии, археологии, статистике, этнографии и др. Среди авторов газеты М. Довнар-Запольский, Г. Татур, И. Боричевский, И. Гольц-Миллер и др. Особый интерес представляют исторические материалы: воспоминания архиепископа Антония Зубко «О греко-униатской церкви в Западном крае» (1864), «Исторический очерк Минской губернии» (1866), «Очерки Белорусского Полесья» (1868―1869), «Исторический очерк городка Турова, бывшей столице Туровского княжества», «Туров и Туровщина», «Городок Заславль, или Изяслав, город потомков Рогнеды», «Находки в курганах Борисовского и Игуменского уездов»(1880), «Очерк археологических памятников на пространстве Минской губернии …» (1891—1892) и др. Сотрудники газеты участвовали в организации Московской антропологической выставки в 1879 году, куда послали рукописи 100 песен и десяток статей.
Изучению «Минских губернских ведомостей» посвящена статья Н. Улащика, который, рассмотрев историю создания, структуру и программу газеты, отметил, что в условиях утраты архивных источников, опубликованные в газете материалы получают значение первоисточников.